# Tommie Green
Pour les articles homonymes, voir Green.
Tommie L. Green   né le 8 avril 1956 à Bâton-Rouge en Louisiane, et mort le 25 septembre 2015, est un joueur de basket-ball américain.